# U-236
Unterseeboot 236 foi um submarino alemão do Tipo VIIC, pertencente a Kriegsmarine que atuou durante a Segunda Guerra Mundial.

## Comandantes
| Comandante           | Data                                        |
| -------------------- | ------------------------------------------- |
| Oblt. Reimar Ziesmer | 9 de janeiro de 1943 - 30 de maio de 1943   |
| Oblt. Curt Hartmann  | 29 de setembro de 1943 - 29 de maio de 1944 |
| Oblt. Ludo Kregelin  | 30 de maio de 1944 - 4 de junho de 1944     |
| Oblt. Herbert Mumm   | 5 de junho de 1944 - 4 de maio de 1945      |

## Subordinação
Durante o seu tempo de serviço, esteve subordinado às seguintes flotilhas:
| Período                                      | Flotilha                                      |
| -------------------------------------------- | --------------------------------------------- |
| 9 de janeiro de 1943 - 14 de maio de 1943    | 5. Unterseebootsflottille (treinamento)       |
| 29 de setembro de 1943 - 30 de abril de 1944 | 24. Unterseebootsflottille (treinamento)      |
| 1 de maio de 1944 - 28 de fevereiro de 1945  | 21. Unterseebootsflottille (submarino escola) |
| 1 de março de 1945 - 5 de maio de 1945       | 31. Unterseebootsflottille (treinamento)      |